# Прана
Прана (प्राण, Санскрит: „дихание“), от корена ppā „запълвам“, сходно с Латинската дума plenus „завършен, цялостен“. Един от петте органа за жизненост или сензитивност: прана „дихание“, вак „говор“, каксус „зрение“, шрота „слух“, и манас „размишление, мисъл“ (нос, уста, очи, уши и разум; ChUp. 2.7.1).
Във философията на Веданта, прана е понятие за жизненост, живото-подкрепяща сила на съществуването и жизнена енергия, която може да се сравни с Китайското понятие за Чи енергията (среща се и като Ки или Ци). Прана е централна концепция в Аюрведа и Йога, където се вярва, че протича през фини канали, наречени нади. Пранаяма-коша е една от петте Коши (или обвивки) на Атман.
Прана за първи път се тълкува в Упанишадите, където е част от физическата реалност и материален свят, поддържаща физическото тяло и майка на мисълта, следователно, и на разума. Прана изпълва всички живи форми, но сама по себе си не е индивидулна душа. В Аюрведа, Слънцето и слънчевата светлина се считат за източник на Прана.